# Peter Okodogbe
Peter Okodogbe (* 27. Mai 1958) ist ein ehemaliger nigerianischer Leichtathlet, der sich auf den Sprint spezialisiert hat. 1978 gewann er zwei Medaillen bei den Afrikaspielen in Algier.

## Sportliche Laufbahn
Erste internationale Erfahrungen sammelte Peter Okodogbe vermutlich im Jahr 1978, als er bei den Afrikaspielen in Algier in 10,45 s die Silbermedaille im 100-Meter-Lauf hinter dem Ivorer Amadou Meïté gewann und auch mit der nigerianischen 4-mal-100-Meter-Staffel in 39,39 s gemeinsam mit Roland Siai-Siai, James Olakunle und Kolawode Abdulai die Silbermedaille hinter dem ghanaischen Team gewann. Im Jahr darauf erreichte er bei den Afrikameisterschaften in Dakar das Finale über 100 Meter und blieb dort aber außerhalb der Medaillenränge. Im August wurde er beim IAAF World Cup in Montreal in 20,69 s Dritter im 200-Meter-Lauf hinter dem Kubaner Silvio Leonard und Leszek Dunecki aus Polen. Zudem belegte er mit der afrikanischen Auswahlstaffel in 39,02 s den fünften Platz. 1980 nahm er an den Olympischen Sommerspielen in Moskau teil und schied dort über 100 Meter mit 10,51 s im Halbfinale aus und schied auch über 200 Meter mit 21,03 s im Semifinale aus. Zudem belegte er mit der nigerianischen Staffel in 39,12 s im Finale den siebten Platz.
1981 wurde Siai-Siai nigerianischer Meister im 100- und 200-Meter-Lauf.

## Persönliche Bestleistungen
- 100 Meter: 10,0 s (+0,7 m/s), 2. August 1979 in Dakar
- 200 Meter: 20,62 s (+0,6 m/s), 19. August 1979 in Nizza